# Izolacja pigmentowa

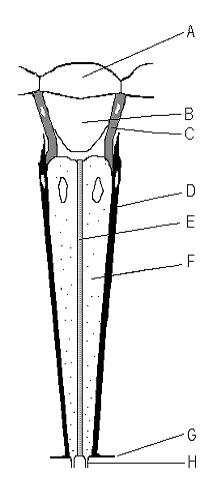
Budowa omatidium:
A – rogówka,
B – stożek krystaliczny,
C i D – izolacja pigmentowa,
E – rabdom,
F – komórka wzrokowa,
G – błona sitowa,
H – nerw komórki wzrokowej

Izolacja pigmentowa – element budowy oka złożonego, otaczająca omatidium warstwa komórek zawierających substancje barwiące. Pełni funkcję ekranującą, ułatwia adaptację oka do warunków oświetlenia. Na wysokości stożka krystalicznego tworzą ją komórki rogówkotwórcze i boczne komórki przesłonowe, a na wysokości siatkówki – komórki wzrokowe (siatkówkowe). 